# Dozier (Californie)
Pour les articles homonymes, voir Dozier.
Dozier est une census-designated place du comté de Solano, dans l'État de Californie, aux États-Unis,.